# جون رامزي (رجل أعمال)
جون رامزي (بالإنجليزية: John Ramsay)‏ هو شخصية أعمال أسترالي، ولد في 1841 في ساوث لانركشاير في المملكة المتحدة، وتوفي في 1924.